# Rothia hirsuta
Rothia hirsuta là một loài thực vật có hoa trong họ Đậu. Loài này được (Guill. & Perr.) Baker miêu tả khoa học đầu tiên.